# 獨島是我們的領土
獨島是我們的領土（：／ Dogdoneun uli ttang）是1982年於韓国由鄭光泰所推出的一首歌曲。作詞作曲者為朴文榮。

## 概說
歌詞第一部份指出獨島是距離鬱陵島約二百里的一座孤島，為鳥的故鄉。第二及第三部份為地理的内容、第四部份是歴史的内容、第五部份為陳述日本主張該島為其領土之不合理。韓國於1996年起在小學教科書上刊載歌詞、建立歌碑。鄭光泰（정광태）本人也於1998年將戶籍遷移至獨島、在各小學進行關於獨島的巡迴演說活動。

## 其他
2019年上映的韩国电影《寄生虫》中，基婷为帮助基宇记住自己美术老师身份而创作的顺口溜“杰西卡、独生女、伊利诺伊芝加哥”的曲调即选自该曲。

## 外部連結
- YouTube上的
- . 我們民族之間. 2019-08-14  [2020-04-07]. （原始内容存档于2021-01-05）.